# Agendă publică
Agenda publică (sau sistemică) cuprinde toate problemele care sunt obiectul unei atenții largi sau - cel puțin sunt conștientizate și care, potrivit unei părți semnificative a opiniei publice sunt - în percepția membrilor comunității subiectul potrivit al activității sau intervenției unei structuri guvernamentale.

## Contribuții
După studiul lui Chapel Hill, s-au efectuat multe cercetări pentru a descoperi în ce măsură agenda publică influențează asupra agendei mass-media. Teoria nu a fost limitată exclusiv la campanii electorale, și mulți cercetători au explorat în mod constant efectul de stabilire a agendei într-o varietate de situații de comunicare. Acest lucru explică faptul că stabilirea agendei are o valoare teoretică importantă, precum și reprezintă un fenomen social și ridică multe semne de întrebare în rîndurile cercetătorilor.